# Chalamont
Chalamont es una comuna francesa situada en el departamento de Ain, de la región de Auvernia-Ródano-Alpes. Sus habitantes reciben el nombre de Chalamontais y Chalamontaises.

## Geografía
Chalamont se encuentra a 10 kilómetros al norte de Meximieux en la encrucijada de Villefranche-sur-Saône - Ambérieu-en-Bugey y Meximieux - Bourg-en-Bresse. La ciudad se asienta en la meseta de Dombes y la atraviesa el río Toison, afluente del Ain. En el término municipal de Chalamont se encuentra el estanque de Magnenet, donde nace el río Veyle.

## Historia
Fue fortaleza de la familia de Chalamont desde el siglo XI y destruida en 1395 por los Bressans.

## Política y administración

### Lista de alcaldes
Seis alcaldes han pasado por el mandato desde 1945:[cita requerida]
| Periodo    | Alcalde          |
| ---------- | ---------------- |
| 1945-1947  | Antoine Lajoux   |
| 1947-1959  | Joseph Gromier   |
| 1959-1965  | Marcel Letoublon |
| 1965-1995  | Louis Lamarche   |
| 1995-2008  | Georges Marguin  |
| 2008-2020  | Ali Benmedjahed  |
| Desde 2020 | Bruno Charvieux  |

## Demografía
| 1 253 | 1 167 | 1 184 | 1 199 | 1 307 | 1 415 | 1 476 | 1 658 | 2 012 | 2 409 | 2 529 |
| Para los censos de 1962 a 1999 la población legal corresponde a la población sin duplicidades (Fuente: INSEE [Consultar]) |       |       |       |       |       |       |       |       |       |       |

## Cultura y patrimonio

### Lugares de interés cultural y monumentos
Un conjunto de tres casas del siglo XV fue reconocido como monumento histórico el 22 de febrero de 1927: la casa Maron, la casa Bolli y la casa Mingat. Las tres se encuentran en el barrio medieval.
Por otra parte, en Chalamont podemos encontrar: los restos de la muralla urbana, así como la del castillo de Chalamont, que era el centro del señorío, numerosos estanques, así como la iglesia de Saint-Martin y los memoriales.

### Espacios verdes/ flora
En 2014, el municipio de Chalamont se benefició del sello de "ciudad florida" con "dos flores" atribuidas por el Consejo nacional de las ciudades y pueblos floridos de Francia en el concurso de las ciudades y pueblos floridos.

### Literatura
- Una parte de la novela Un roi sans divertissement de Jean Giono.

### Deporte
El club de fútbol de Union Sportive Dombes nació en 1992 de una fusión entre el ES Rignieux-le-Franc y el U.S. Chalamont. 